# Калаверит
Калаверит (рос. калаверит; англ. calaverite; нім. Kalaverit m) — мінерал класу телуридів, дителурид золота координаційної будови.

## Етимологія та історія
Калаверит вперше був знайдений в 1868 році німецько-американським хіміком та мінералогом Фрідріхом Августом Гентом (1820—1893) в «Шахті Станіслава» в Калаверас (округ, Каліфорнія) у США і описаний ним. Названий за місцем знахідки.
На початковому етапі золотої лихоманки в Калгурлі в Західній Австралії в 1893 році велику кількість калавериту спочатку помилково прийняли за золото дурнів і викинули. Поклади корисних копалин використовували як будівельний матеріал, а також для закладення вибоїн і колій. Через кілька років природу мінералу було визначено, що призвело до другої золотої лихоманки 1896 року, яка включала розкопки на вулицях міста.

## Загальний опис
Формула: AuTe2.
Містить (%): Au — 43,59; Te — 56,41. Входить до складу золотоносних руд.
Калаверит — незвичайний телурид золота, у якому приблизно 3 % золота замінено сріблом.
Блиск металічний.
Густина 9,3.
Твердість 3,5—5.
Зустрічається рідко.
Містить ізоморфну домішку Ag до 0,8 %.
Сингонія моноклінна.
Колір від латунно-жовтого до сріблясто-білого. Риса жовтувата до зелено-сірої.
Блиск металічний.
Дуже крихкий. Злом нерівний, напівраковистий. Непрозорий. Здатний відбивати промені (52—56 %).
Утворюється в гідротермальних золоторудних родовищах. Встановлений в колчеданних і золото-пірит-телуридних метасоматичних покладах (родовище Калгурлі, Австралія).
Супутні мінерали: алтаїт, колорадоїт, кренерит, рикардит та інші телуриди, а також арсенопірит, пірит, сфалерит, стибніт, тенантит, тетраедрит та інші сульфіди.
Диморфний з кренеритом.

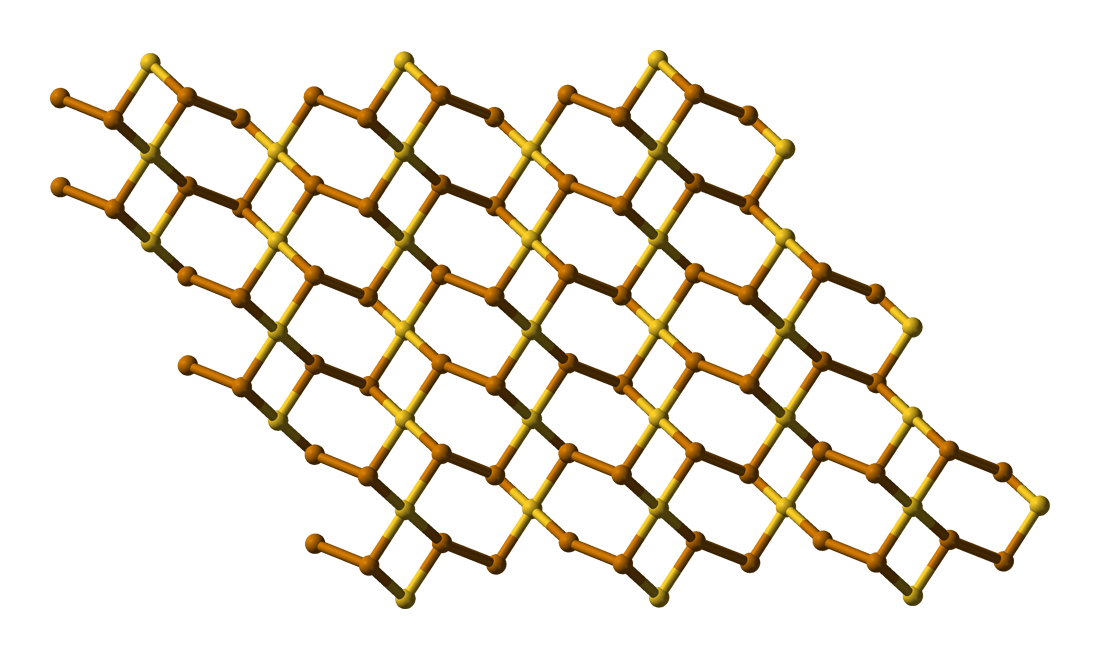
Кристалічна структура калавериту
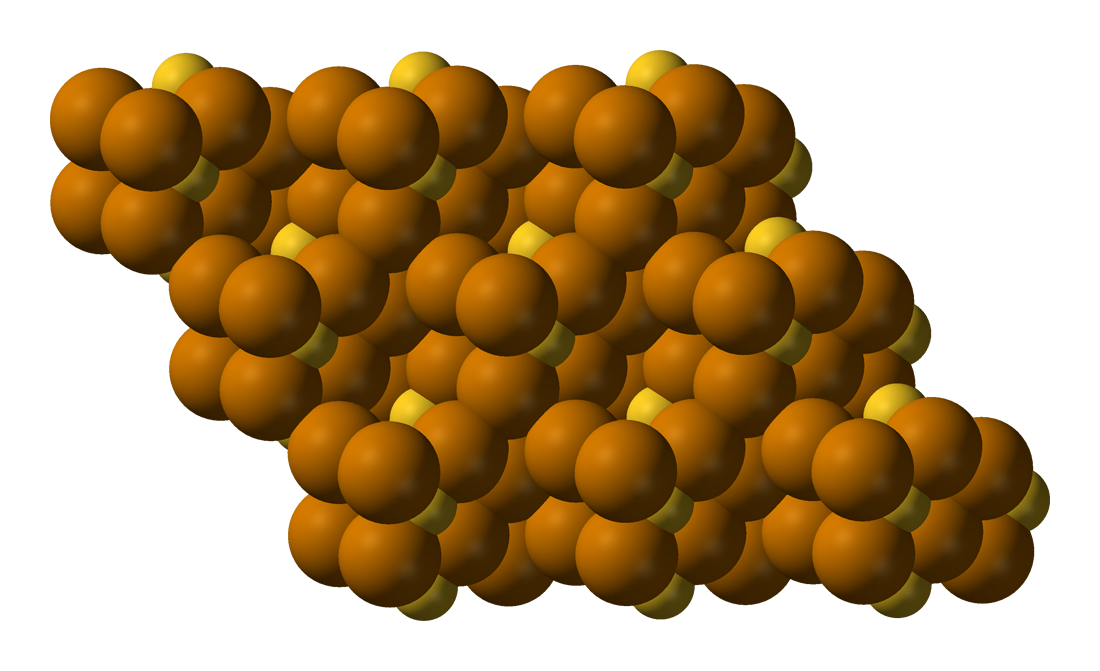
Кристалічна структура калавериту
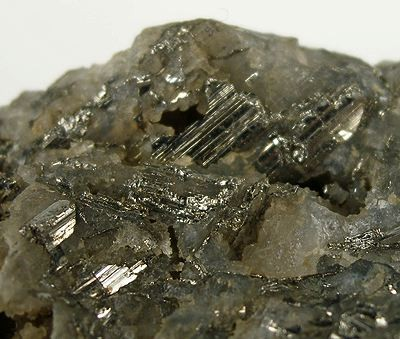
Калаверит
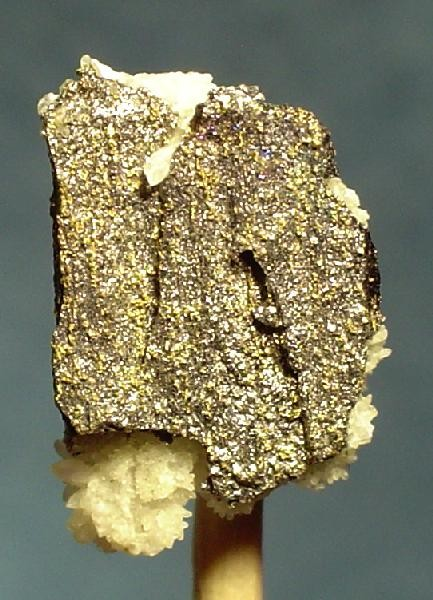
Калаверит з мелонітом

## Розповсюдження
Загалом відомо близько 400 локацій знахідок мінералу. Зокрема, це штати Каліфорнія, Аляска, Арізона, Джорджія, Монтана, Невада, Нью-Мексико, Північна Кароліна, Південна Дакота, Юта, Вашингтон та Вісконсин (США). У Австрії — федеральна земля Зальцбург. У Швейцарії — муніципалітет Чевіо.
Крім того, є родовища в Астралії, Чилі, Китаї, Фінляндії, Канаді та Росії.

## Переробка і використання
Калаверит — важкозбагачуваний мінерал. Найраціональніший метод вилучення золота — пряме ціанування, після якого калаверит може дозбагачуватися флотацією.
Калаверит і сильваніт — основні телуридні руди золота, хоча назагал ці руди є другорядними джерелами золота.